# Stephen L. Carter
Pour les articles homonymes, voir Carter.
Œuvres principales
- Echec et Mat
- The Best Black
- Un roman américain

Stephen L. Carter, né en 1954 à Washington, est un essayiste, romancier et juriste américain. Il est professeur de Droit à l'université Yale depuis plus de 30 ans. Stephen est l'auteur de plusieurs romans à succès au nombre desquels «The best black », « Un roman américain » et « Échec et mat », œuvre publiée en 2012 et écoulée à plus de 500 000 exemplaires aux  Etats Unis. 

## Vie et éducation
Élevé entre Washington (DC), Ithaca et New York, Stephen Carter est le second d'une famille de cinq enfants. En 1976, il obtient le baccalauréat en histoire à Stanford avec une distinction. En 1979, il est diplômé de droit de la faculté de Yale. Il est pendant cette période rédacteur en chef du journal de droit de la même faculté.

## Critique de l'élite afro-américaine
Au travers de ses romans, Stephen Carter porte une critique sur le mode de vie de l'élite afro-américaine. Il dépeint « cette aristocratie composée de grandes familles installées à Harlem, qui vivaient séparées des Blancs mais en copiaient les signes extérieurs de richesse » . Un roman américain, par exemple, est un voyage au cœur de l’Amérique de 1960 à 1970 entre ségrégation et bourgeoisie noire de Harlem
. Depuis 1982, il est professeur de droit à l'université Yale. 

## Listes des œuvres
- The Emperor of Ocean Park (2002)
- New England White (2007)
- Palace Council (2008)
- Jericho's Fall (2009)
- The Impeachment of Abraham Lincoln (2012)
- The Church Builder (2013)
- Back Channel (2014)
- (fr) Échec et mat (2005)
- (fr) Un roman américain (2012)
- (fr) La dame noire (2009)
- Jerichos's Fall (2009)